# Paolo Vernazza
Paolo Andrea Vernazza (ur. 1 listopada 1979 w Islington, Anglia) – piłkarz grający na pozycji pomocnika. Jest wychowankiem Arsenalu, zaś obecnie występuje w Grays Athletic. Zaliczył dwa występy w reprezentacji Anglii U-21.